# پابلو سوارز
پابلو سوارز (انگلیسی: Pablo Suárez؛ زادهٔ ۲۵ آوریل ۱۹۸۴) بازیکن فوتبال اهل اسپانیا است.
از باشگاه‌هایی که در آن بازی کرده‌است می‌توان به باشگاه فوتبال زامورا اشاره کرد.